# Dicranota commutata
Dicranota commutata är en tvåvingeart som beskrevs av Evgenyi Nikolayevich Savchenko 1976. Dicranota commutata ingår i släktet Dicranota och familjen hårögonharkrankar. Inga underarter finns listade i Catalogue of Life.